# Fernand Cazenave
Pour les articles homonymes, voir Cazenave.
Pas d'image ? Cliquez ici

a Compétitions nationales et continentales officielles uniquement.

b Matchs officiels uniquement.
Fernand Cazenave, né le 26 novembre 1924 à Bérenx (France) et mort le 10 janvier 2005 à Mont-de-Marsan (France), est un joueur international français de rugby à XV évoluant au poste d'ailier à l'US Orthez, au Racing Club de France et au Stade montois. Il est ensuite entraîneur du Stade montois et sélectionneur de l'équipe de France.

## Biographie
Fernand Cazenave est finaliste du Championnat de France avec le Racing CF en 1950 et avec le Stade montois en 1953 ; il connaît également les joies de la sélection en équipe de France (six, de 1950 à 1954).
Devenu entraîneur, il mène le Stade montois au titre de champion de France en 1963 et à trois conquêtes du Challenge Yves du Manoir (1960, 1961 et 1962). 
Il devient ensuite entraîneur de l'équipe de France de 1968 à 1972. En 1976, il participe à la tournée de l'équipe de France aux États-Unis en tant qu'entraîneur adjoint de Jean Desclaux.
De 1972 à 1984, il est le premier directeur technique national (DTN) de la Fédération française de rugby,.
Il meurt à 80 ans, des suites de la maladie d'Alzheimer.

## Palmarès

### Joueur
- Finaliste du Championnat de France 1950 avec le Racing CF et en 1953 avec le Stade montois.

### Entraîneur
- Vainqueur du Challenge Yves du Manoir en 1960, 1961 et 1962 avec le Stade montois.
- Vainqueur du Championnat de France en 1963 avec le Stade montois.